# Leopoldina leopoldi
Leopoldina leopoldi är en fjärilsart som beskrevs av Erich Martin Hering 1934. 
Leopoldina leopoldi ingår i släktet Leopoldina och familjen björnspinnare. Inga underarter finns listade i Catalogue of Life.